# Krešimir Nikić
Krešimir Nikić (* 16. April 1999 in Zagreb) ist ein kroatischer Basketballspieler.

## Laufbahn
Nikić betrieb als Jugendlicher Schwimmsport, im Alter von zehn Jahren wurde er für den Basketball entdeckt und kam in die Nachwuchsabteilung von KK Cibona Zagreb. Er übte beide Sportarten jahrelang gleichzeitig aus. Im Rückenschwimmen wurde er Zweiter der kroatischen Jugendmeisterschaft. In den Altersbereichen U12, U14 und U16 gewann er mit Cibona jeweils die kroatische Basketball-Meisterschaft. Seine große Begabung wies er unter anderem im Februar 2014 nach, als ihm in einem Jugendspiel gegen Cedevita Zagreb 50 Punkte und 24 Rebounds gelangen und er des Weiteren neun gegnerische Würfe blockte.
Im Sommer 2017 unterzeichnete er einen Fünfjahresvertrag beim deutschen Bundesligisten Alba Berlin. 2018 wurde er mit der Berliner Jugendmannschaft deutscher U19-Meister, trug zu diesem Erfolg im Durchschnitt 9,1 Punkte und 6,7 Rebounds je Begegnung bei. Beim SSV Lokomotive Bernau, mit dem die Berliner in der Nachwuchsförderung zusammenarbeiten, gab er in der Saison 2017/18 seinen Einstand in der 2. Bundesliga ProB. Seinen ersten Einsatz in der Basketball-Bundesliga bestritt Nikić für die von Trainer Aíto García Reneses betreute Berliner Mannschaft Ende Dezember 2017 gegen die Basketball Löwen Braunschweig. In der Saison 2019/20 gewann er mit den Hauptstädtern die deutsche Meisterschaft, Nikić trug dazu im Verlaufe des Spieljahres in drei Bundesliga-Einsätzen im Schnitt 5,3 Punkte bei. 2021 gewann er mit Berlin wieder den deutschen Meistertitel, Nikić kam in der Saison 2020/21 auf 13 Bundesliga-Spiele (2 Punkte je Begegnung). In der Saison 2021/22 wurde er mit der Mannschaft im dritten Jahr in Folge deutscher Meister, sein Anteil an dem Erfolg war mit drei Bundesliga-Einsätzen gering. Des Weiteren gelang im Februar 2022 der Sieg im deutschen Pokalwettbewerb.
Berlin gab ihn Ende August 2022 leihweise an den Bundesliga-Konkurrenten Medi Bayreuth ab. Mit Bayreuth stieg er aus der Bundesliga ab, nach dem Ende der Ausleihe kehrte Nikić nach Berlin zurück. Im April 2024 wurde er Bundesliga-Spieler des Monats.
Im Sommer 2024 verließ Nikić Deutschland und wechselte zum spanischen Zweitligisten CB Zamora. Mitte Juni 2025 gab Bundesligist Mitteldeutsche BC seine Verpflichtung bekannt.

### Nationalmannschaft
Mit Kroatiens Jugendnationalmannschaften nahm er unter anderem an der U18-B-Europameisterschaft 2017 sowie der U20-Europameisterschaft 2019 teil.